# Advance (Missouri)
Advance é uma cidade localizada no estado americano de Missouri, no Condado de Stoddard.

## Demografia
Segundo o censo americano de 2000, a sua população era de 1244 habitantes.
Em 2006, foi estimada uma população de 1218, um decréscimo de 26 (-2.1%).

## Geografia
De acordo com o United States Census Bureau tem uma área de
2,3 km², dos quais 2,3 km² cobertos por terra e 0,0 km² cobertos por água. Advance localiza-se a aproximadamente 117 m acima do nível do mar.

## Localidades na vizinhança
O diagrama seguinte representa as localidades num raio de 20 km ao redor de Advance.